# Wat Ratchaburana (Phitsanulok)

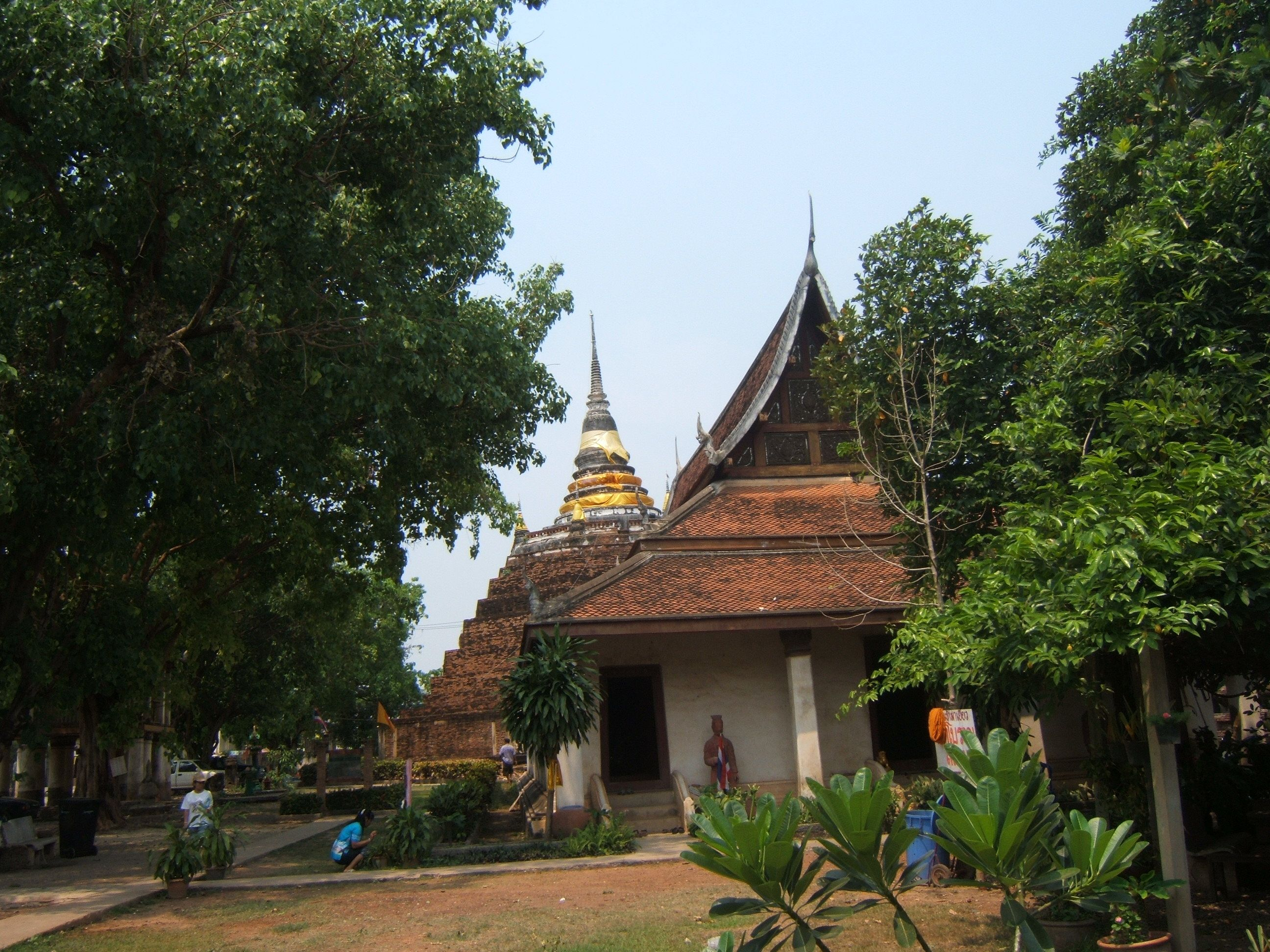
Der alte Chedi und der Schrein

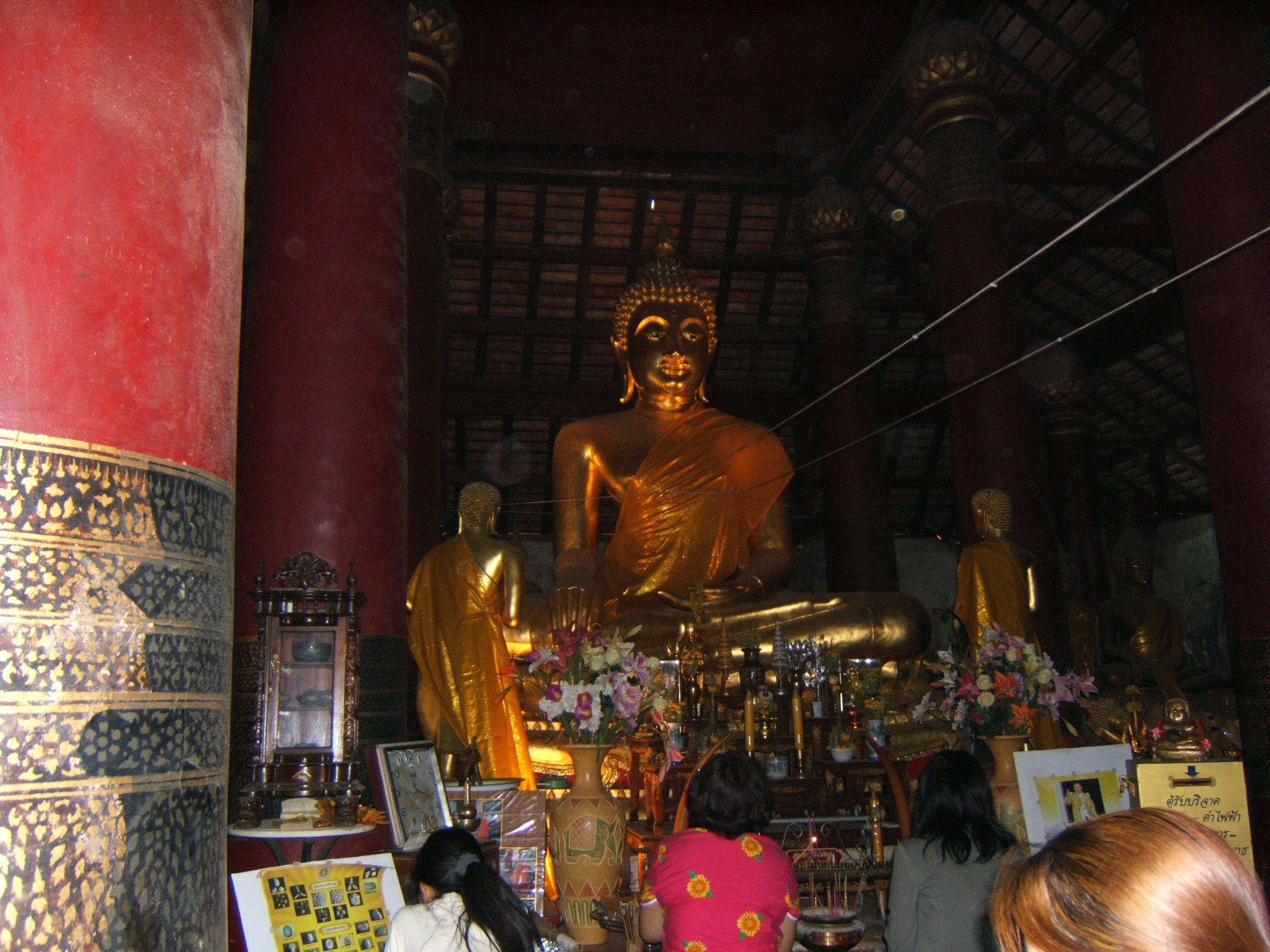
Buddha-Statue im alten Schrein

Der Wat Ratchaburana (Thai วัดราชบุรณะ  พิษณุโลก,  wát râːt-bùː-rá-ná pʰít-sà-nú-lôːk) ist eine buddhistische Tempelanlage (Wat) in Phitsanulok in Nordthailand.

## Lage
Der Wat Ratchaburana liegt im Zentrum von Phitsanulok am linken Ufer des Flusses Mae Nam Nan (Nan-Fluss) und südlich des Haupttempels der Provinz, dem Wat Phra Sri Rattana Mahathat, von dem aus er fußläufig zu erreichen ist.
Dem Wat Ratchaburana angeschlossen ist der Wat Nang Phaya, der selbst keinen Ubosot besitzt, dafür jedoch eine große Tempelschule. Hier wurden bei Grabungen 1901 und 1954 die buddhistischen Votivtäfelchen und -amulette (Phra Khrueang) gefunden, für die Phitsanulok berühmt ist. Sie werden für wundertätig gehalten, und deshalb steht der Wat Nang Phaya ebenfalls in hohem Ansehen bei den Gläubigen.

## Baugeschichte
König Borommatrailokanat (1448–1488) von Ayutthaya verlegte 1463 die Hauptstadt seines Reiches nach Phitsanulok und ließ hier als gläubiger Buddhist sowohl neue Tempel errichten als auch alte restaurieren.
Der Wat Ratchaburana stammt aus dem Beginn seiner Regierungszeit in Phitsanulok. Er ließ einen Chedi und einige Gebäude errichten. Heute ist davon noch der beeindruckende Chedi zu sehen, die anderen Gebäude sind auf den Ruinen jener Zeit errichtet worden. König Mongkut (Rama IV.) ließ Gebäude errichten und wiederherstellen.

## Sehenswürdigkeiten
Hauptsehenswürdigkeit ist der fast 600 Jahre alte Chedi aus der Zeit von König Borommatrailokanat. Er beherbergt Reliquien des Buddha, ist aber im Gegensatz zum Prang im Wat Phra Sri Rattana Mahathat Phitsanulok nicht begehbar.
Der Ubosot des Wat Ratchaburana weist eine ungewöhnliche Dachkonstruktion auf: die Dachtraufe geht über in eine dreiköpfige Naga. Im nahe gelegenen alten Schrein befindet sich eine sehr schöne Buddha-Figur im Sukhothai-Stil inmitten rot bemalter Säulen, deren Kapitelle Lotosknospen nachempfunden sind. Darüber hinaus ist der Schrein als Ausstellungsraum gestaltet und zeigt neben alten Münzen und Geldscheinen auch Musikinstrumente und Glasobjekte. Die Wände sind mit anmutigen traditionellen Wandmalereien versehen.
Auf dem Gelände des Wat Ratchaburana steht neben der Sala, der Versammlungshalle, auch ein alter Glockenturm, Hor Rakhang, sowie ein in den letzten Jahren errichteter Schrein mit einer Gartenanlage und sechs Schwanfiguren.

## Impressionen

Impressionen aus dem Wat Ratchaburana, Phitsanulok
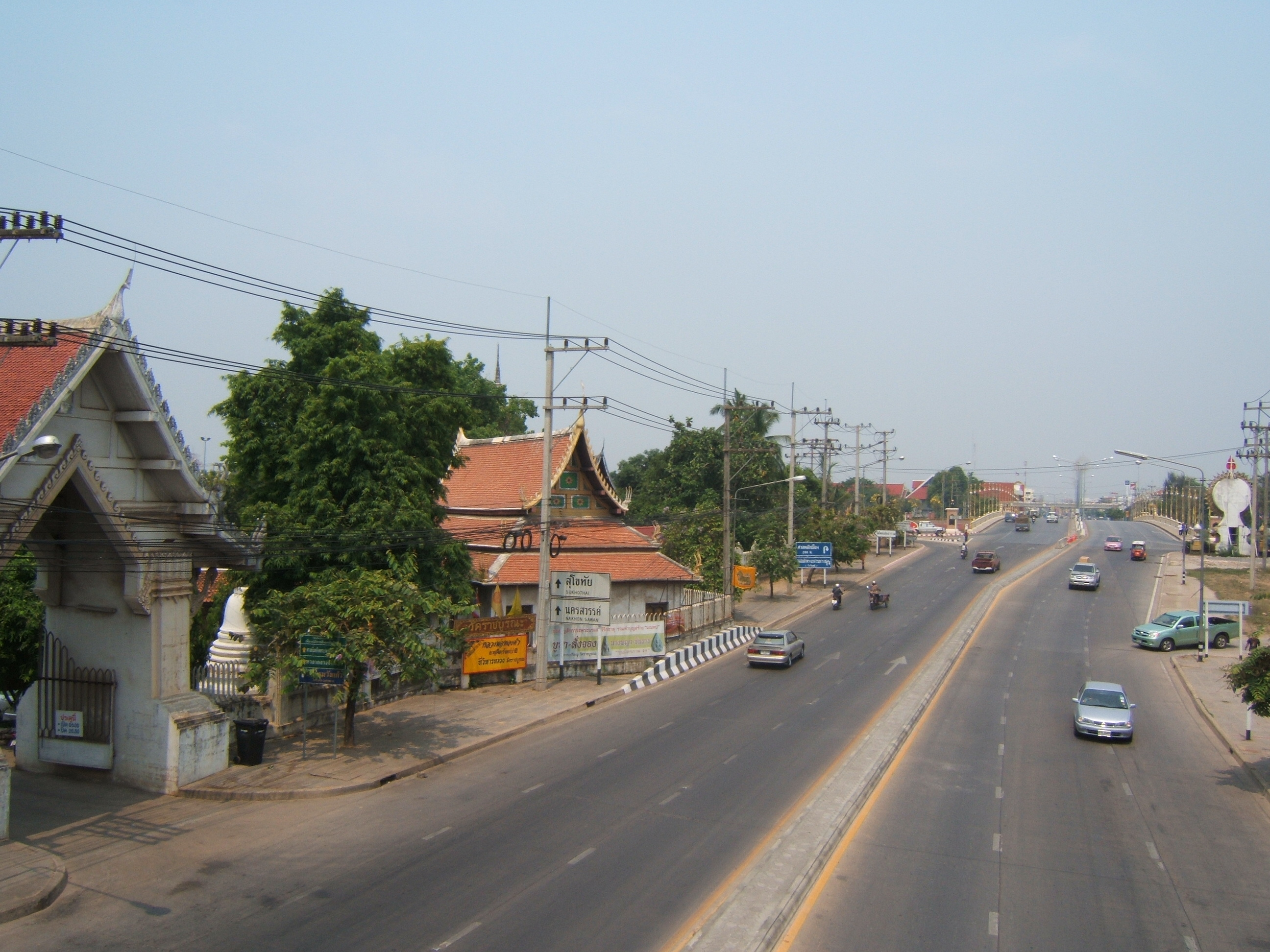
Eingang zum Wat Ratchaburana, rechts die Naresuan-Brücke, weiter rechts geht es zum Wat Phra Sri Rattana Mahathat
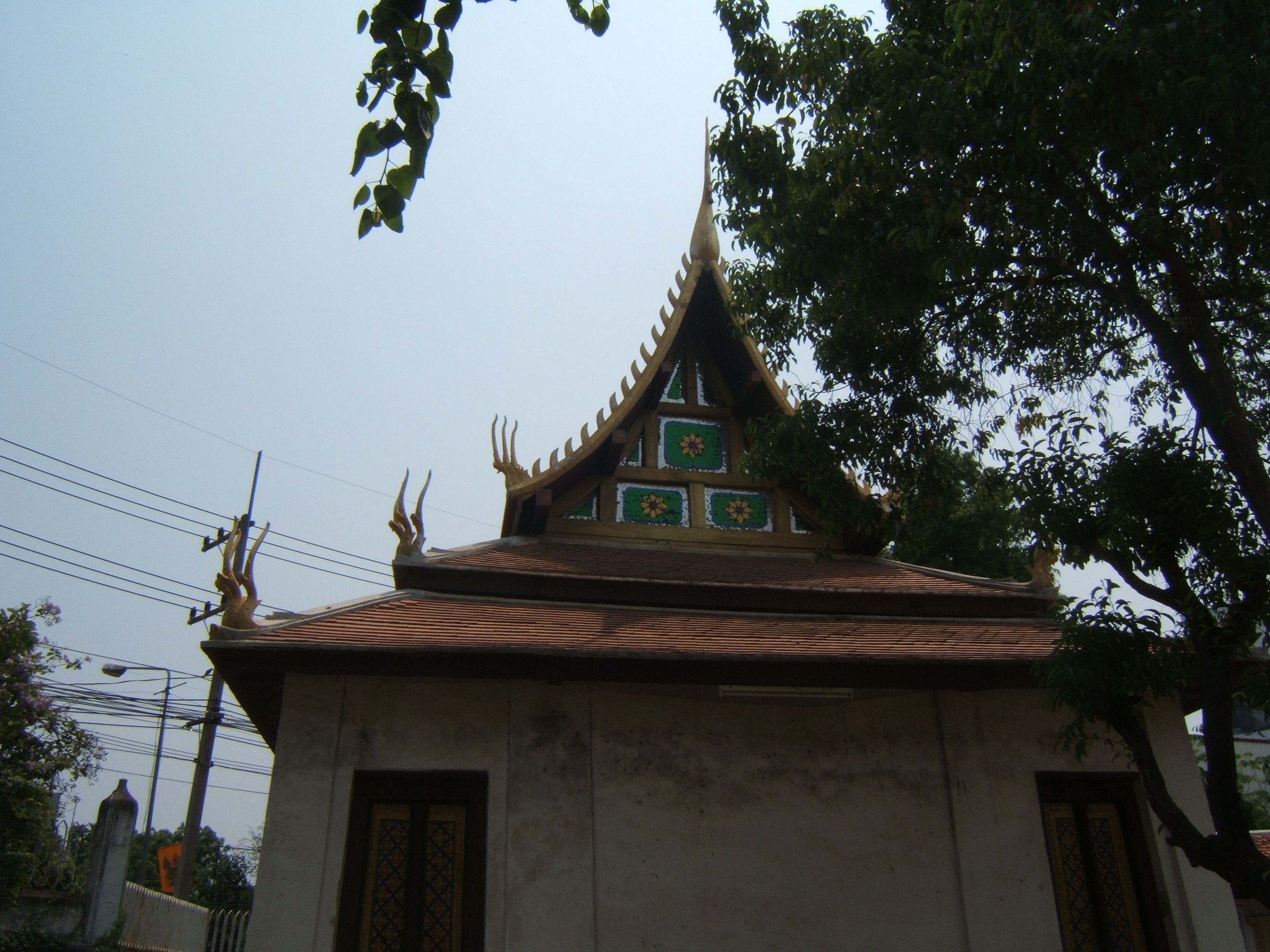
Ubosot mit den dreiköpfigen Nagas
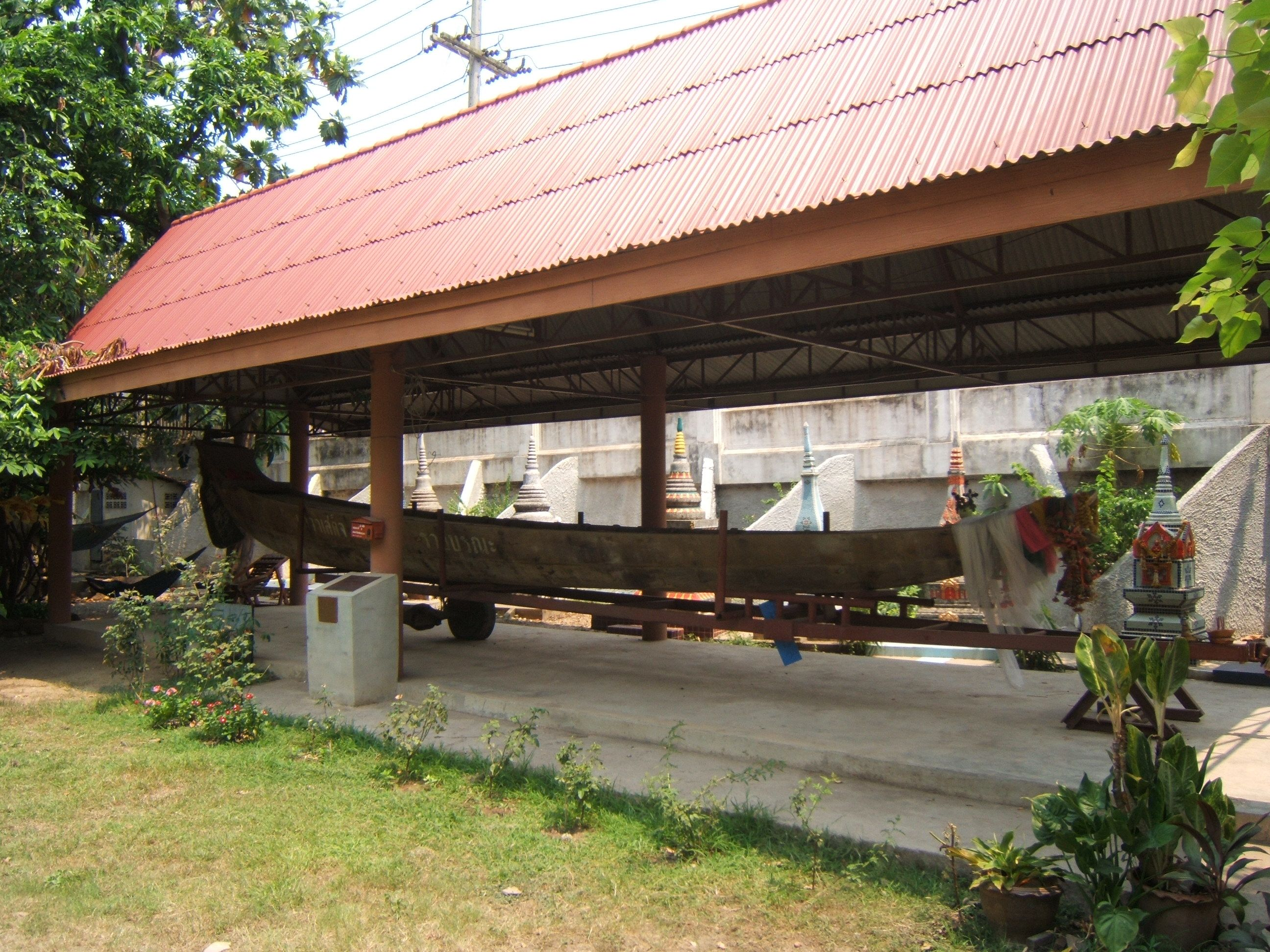
Langboot
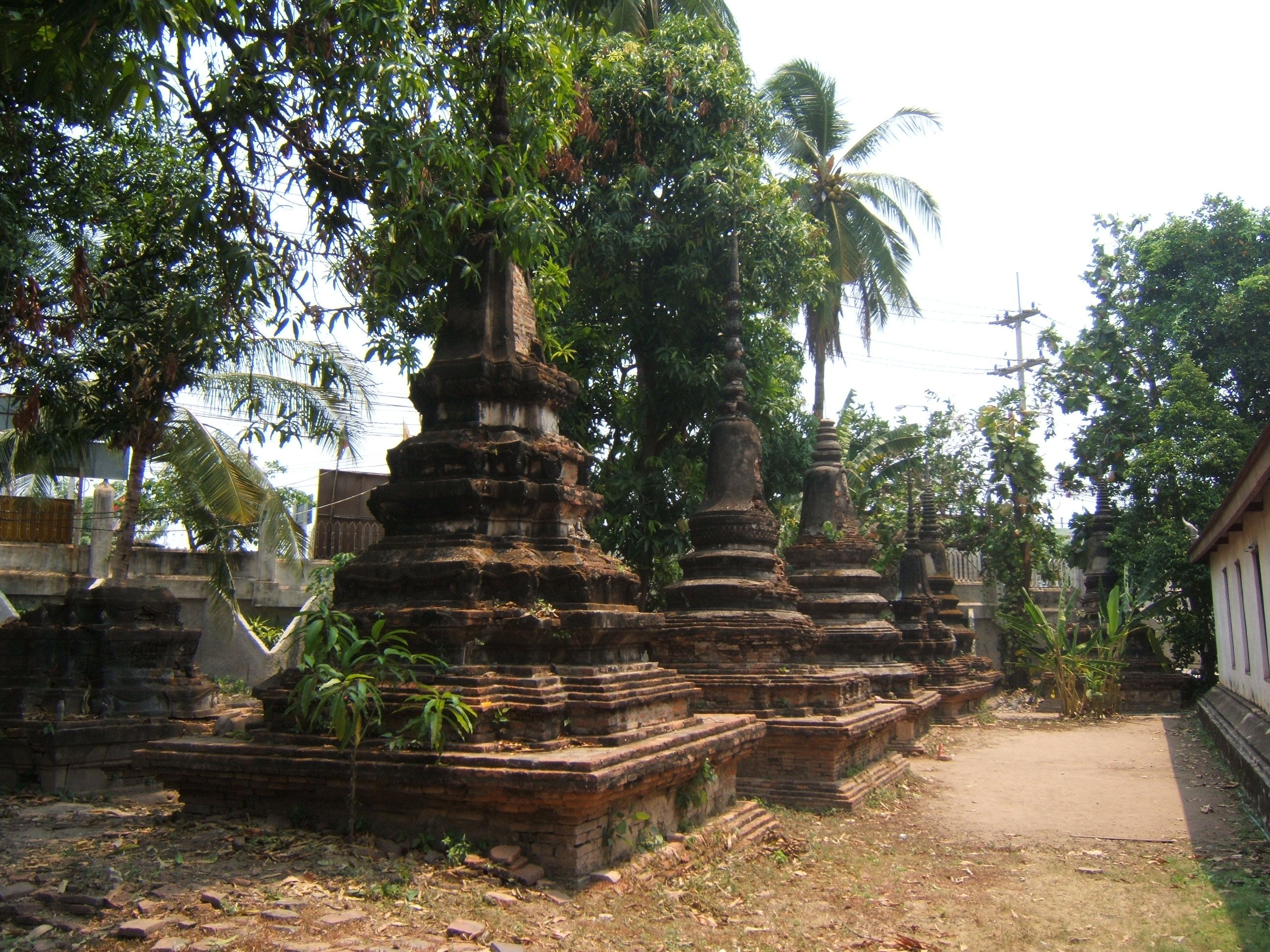
Alte Chedis
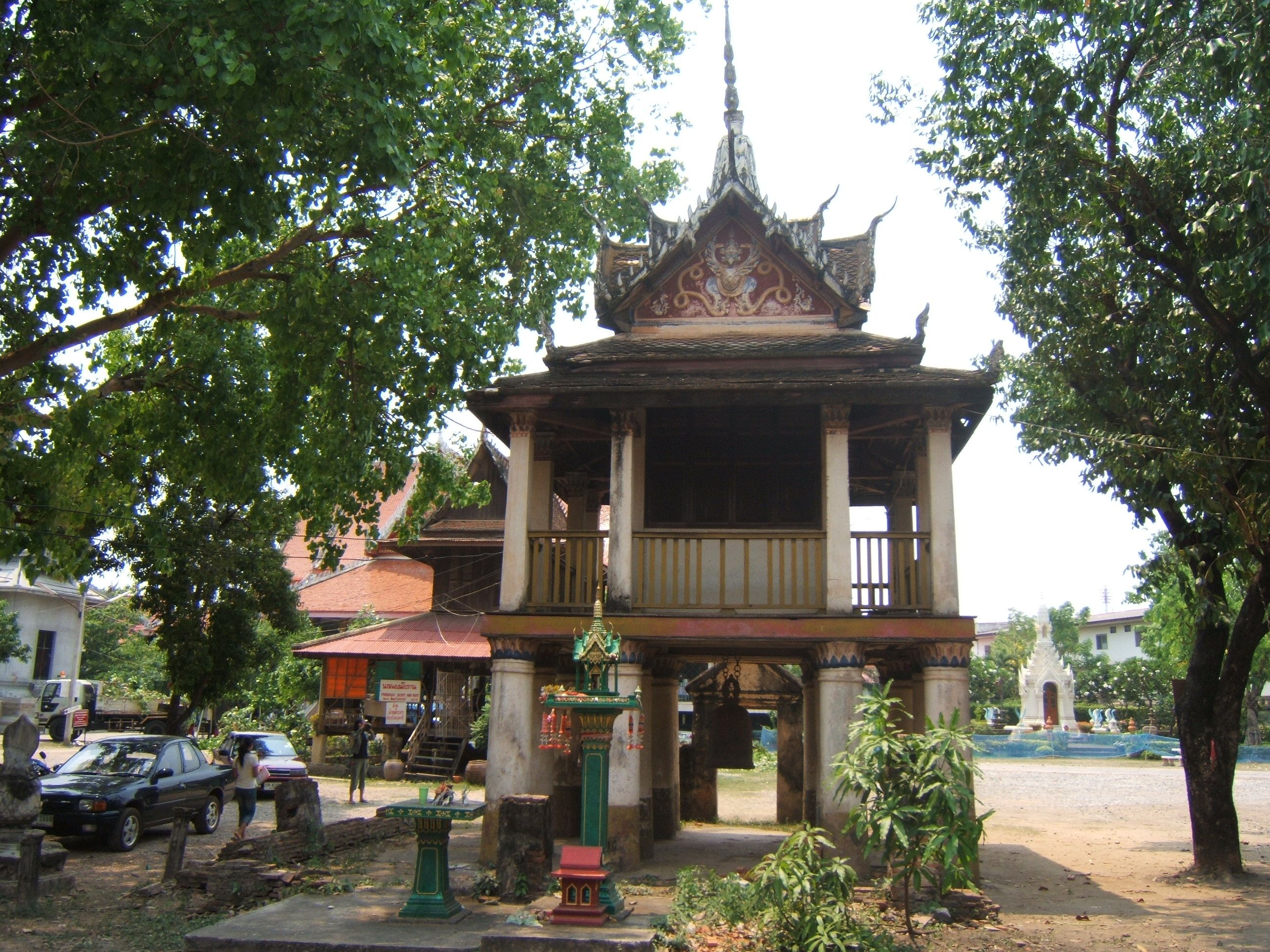
Hor Rakhang mit der alten Glocke
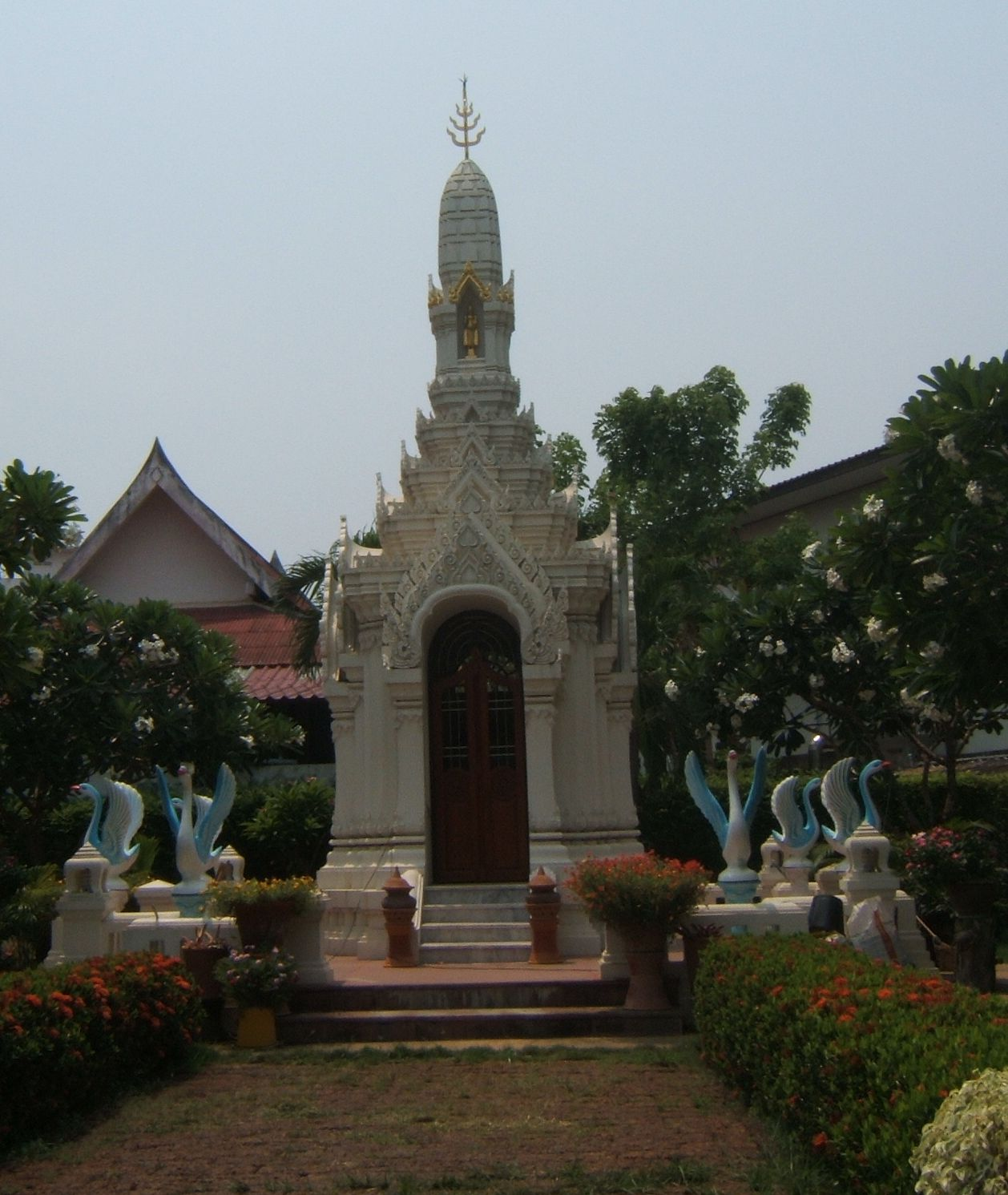
Neuer Schrein mit Schwanenfiguren und kleinem Park
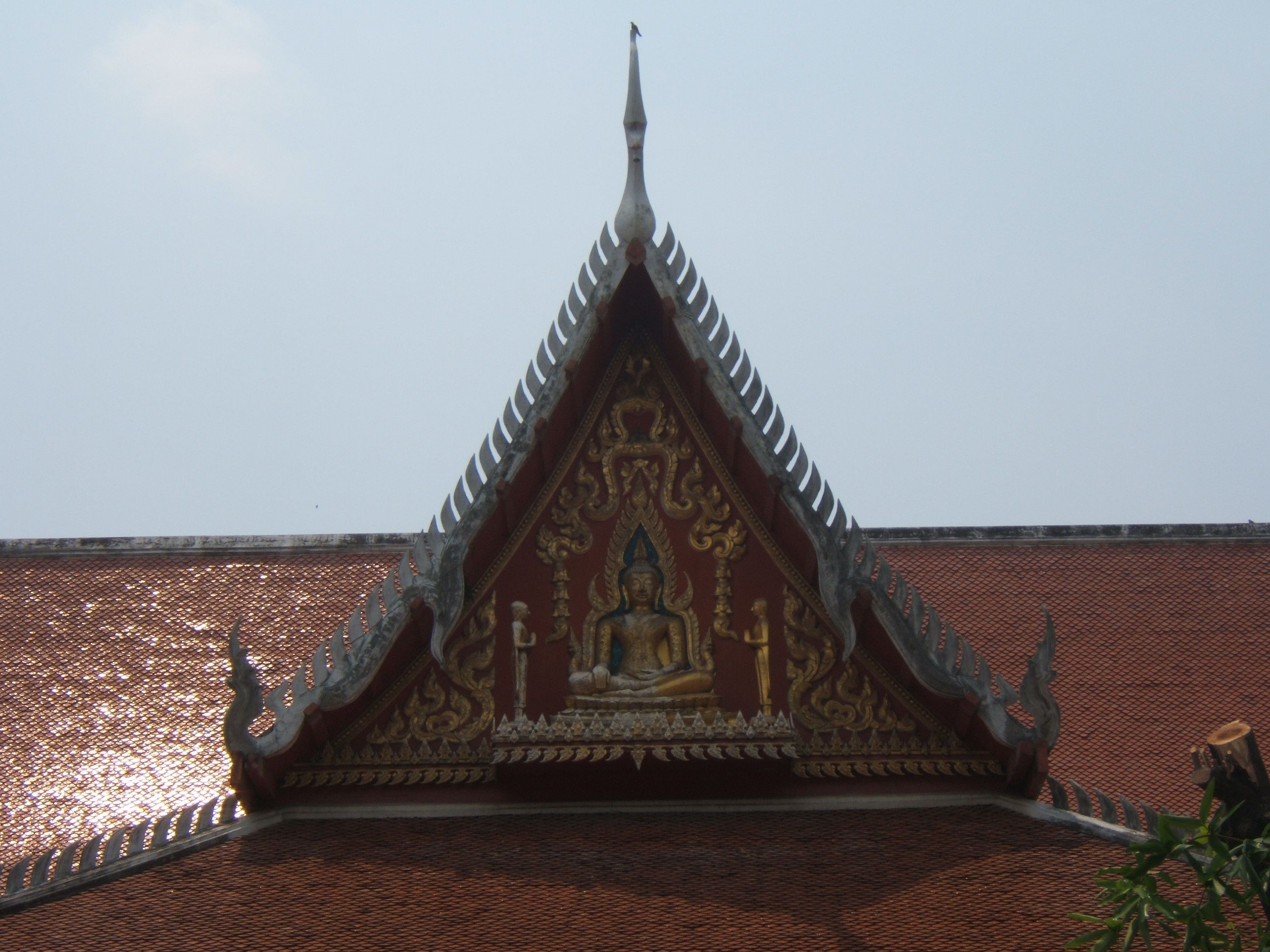
Detail am Versammlungsgebäude des Tempels